# Highway Don't Care
Highway Don't Care è un singolo interpretato dai cantanti statunitensi Tim McGraw e Taylor Swift e suonato da Keith Urban. Il brano è stato pubblicato nel 2013 ed estratto dall'album Two Lanes of Freedom di McGraw.

## Tracce
- Download digitale

1. Highway Don't Care – 4:39

## Video musicale
Il videoclip della canzone è stato diretto da Shane Drake e pubblicato il 6 maggio 2013.